# الحديثة (الرملة)
الحديثة هي قرية فلسطينية مدمرة منذ عام 1948 تقع إلى الشرق من مدينة الرملة.

## القرية قبل عام 1948
قرية عربية تقع على بعد 10 كم إلى الشمال الشرقي من مدينة الرملة، وتبعد إلى الشرق من طريق اللد – بيت نبالا كيلومتراً واحداً. ويربطها درب ممهد بهذه الطريق التي تصلها بمدينة اللد غرباً. وتبلغ المسافة من نقطة التقاء الدرب بالطريق حتى اللد نحو 4 كم. وتصلها دروب ممهدة بالقرى المجاورة مثل بدرس وبيت نبالا ودير أبو سلامة وجمزو.
نشأت قرية الحديثة فوق رقعة منبسطة في الطرف الشرقي للسهل الساحلي الأوسط ترتفع نحو 125م على سطح البحر. وهي على الضفة الغربية لوادي الناقوت أحد روافد وادي كبير الذي يمر بالطرف الشرقي لمدينة اللد. وكانت الحديثة تتألف من بيوت مبنية باللبن تفصل بينها شوارع ضيقة.
وتحيط هذه البيوت بوسط القرية الذي يضم مسجدها، وسوقها الصغيرة، ومدرستها الابتدائية التي تأسست عام 1943. وكان مخططها التنظيمي بشكل شبه المنحرف، ثم اتخذ شكلاً مستطيلاً نتيجة نمو عمران القرية في أواخر فترة الانتداب نحو الشمال والجنوب الشرقي، وأصبحت مساحتها 16 دونماً. وفي الحديثة بئر مياه للشرب، وآثار بلدة حاديد الكنعانية التي قامت الحديثة على أنقاضها. بلغت مساحة أراضي الحديثة 7.110 دونمات، منها 306 دونمات للطرق والأودية، 157 دونماً تسربت إلى الصهيونيين. وتعد أرضها الزراعية ذات أصناف جيدة لخصب تربتها الطفالية الحمراء، ولتوافر المياه الجوفية فيها. ولذا فإن إنتاجها كبير، وتزرع  فيها معظم المحاصيل الزراعية كالحبوب والخضر والأشجار المثمرة. وتتركز زراعة الزيتون في الجهتين الشمالية والجنوبية من الحديثة، وهو أهم محصول في القرية، ويزرع في مساحة تزيد على 200م. وتأتي الحمضيات في المرتبة الثانية بعد الزيتون. وقد تركزت زراعتها في الجهتين الجنوبية الشرقية والجنوبية الغربية. وتحيط الأرض الزراعية بالحديثة من معظم جهاتها. وتعتمد الزراعة على مياه الأمطار التي تهطل بكميات كافية، كما أن البساتين تروي بمياه الآبار. بلغ عدد سكان الحديثة في عام 1922 نحو 415 نسمة، وازداد عددهم في عام 1931 إلى 520 نسمة كانوا يقيمون في 119 بيتاً. وقدر عدد السكان في عام 1945 بنحو 760 نسمة.

## احتلال القرية
في 12 تموز/يوليو 1948، في سياق عملية احتلال اللد والرملة وفي المرحلة الأولى من عملية داني إحتل اليهود الحديثة وأجلوا سكانها عنها وقاموا بتدميرها وإنشاء مستعمرة “حاديد” على أراضيها بالقرب من خرائب الحديثة المدمرة.

## القرية اليوم
لم يبق من القرية سوى منزل واحد عليه قرميد وهو مهجور ومتداع، وكذلك بعض الأشجار ومستوطنة تسمة مستوطنة حديد.

## معرض صور

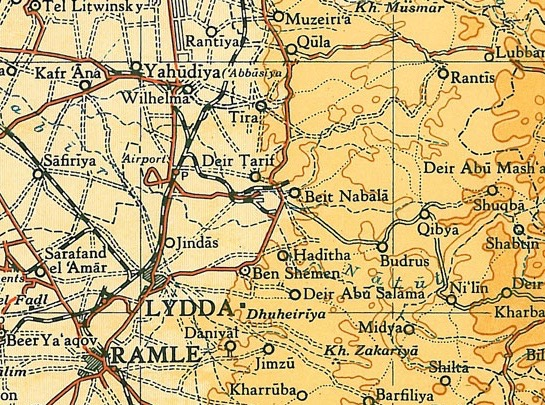
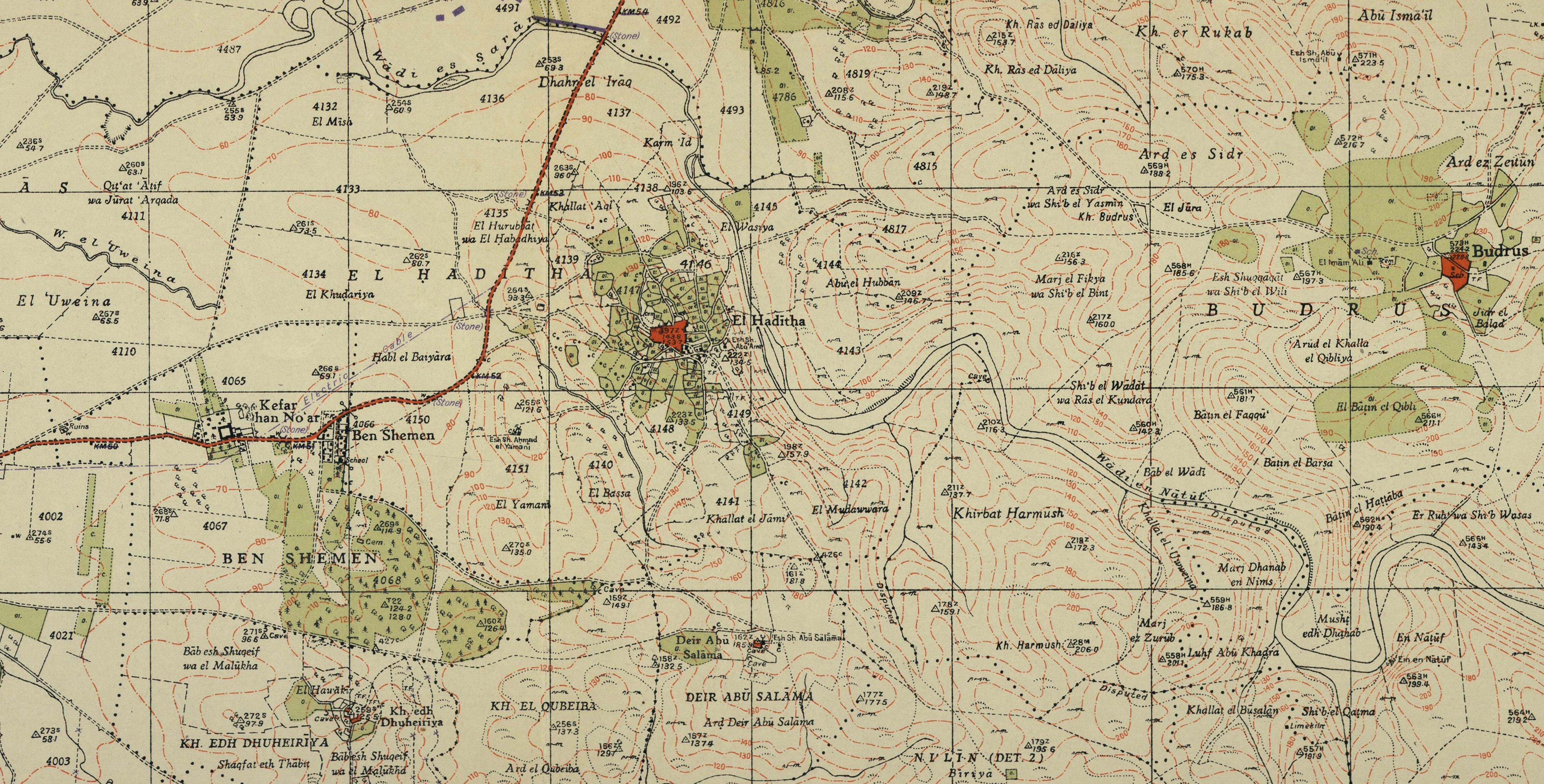
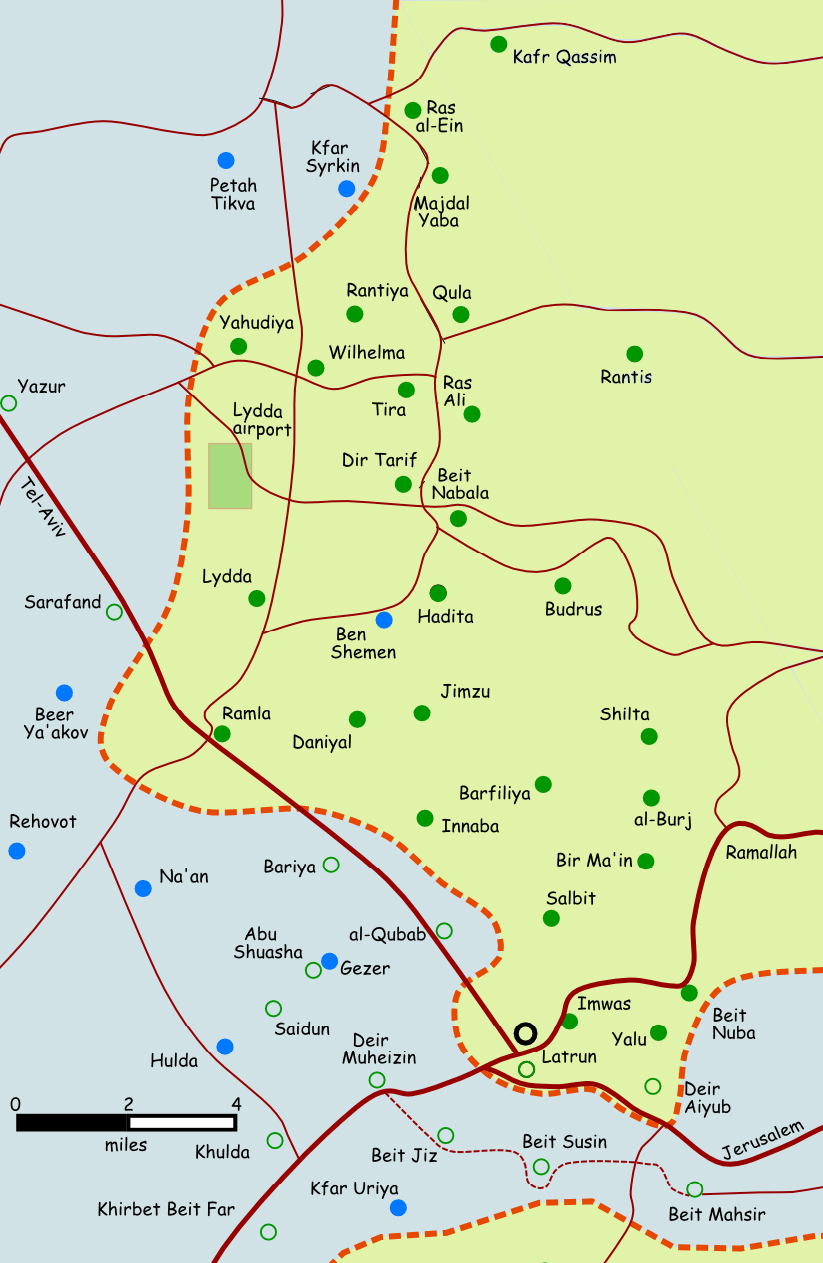